# 동방강욕이문 ~ 수몰된 침수지옥
동방강욕이문 ~ 수몰된 침수지옥(東方剛欲異聞 〜 水没した沈愁地獄, とうほうごうよくいぶん すいぼつしたちんしゅうじごく)은 동인서클 황혼 프론티어 및 상하이 앨리스 환악단이 제작한 2D 액션 게임이다.
동방 Project 제17.5탄으로 2019년 10월 4일 제작이 발표되었으며 체험판 제1탄이 같은 달 6일 가을철 예대제에서 배포되었다. 당초 2021년 3월 21일 개최된 제18회 하쿠레이 신사 연례 대제에서 제품판 배포가 예정되어 있었으나, 같은 해 3월 15일로 발매 연기가 발표되었다. 이후 2021년 8월 8일 Steam 버전 페이지가 공개되고 2021년 8월 말에 출시되는 것이 발표되었으나 다시 연기되어 2021년 10월 24일 개최된 '제8회 하쿠레이 신사 추계예대제'에서 잠정 완성판이 배포되어 같은 해 10월 29일에 Steam 버전이 발매되었다. 제품판은 2021년 11월 28일에 개최된 '제17회 동방홍루몽'에서 발매되었다.
또한 캐릭터 디자인은 토키아메 (TOKIAME) 씨가 맡고 있다.

## 줄거리
환상향에 검은 물이 솟아나게 됐다. 그 물은 이상한 냄새를 풍겨 몸에 닿자 쉽게 씻을 수 없었다. 이윽고 검은 물은 각지에서 뿜어져 나왔고 식수와 강, 온천마저 검게 물들기 시작했다.

## 등장인물

### 신규 등장 인물
여기서는 강욕이문에서 처음 나온 등장인물을 해설한다.
토테츠 유마 ( 饕餮 尤魔, とうてつ ゆうま）
강욕동맹의 동맹장인 귀형수의 이변을 타고 구 지옥의 땅 속 깊이 잠든 석유를 독점해 지상의 욕심을 모두 스스로의 것으로 만들자고 계획한 것이 이번 이변의 발단이다.

### 기존의 등장인물
여기서는 강욕이문이 첫 등장이 아닌 등장인물을 해설한다.

#### 플레이어블 캐릭터
- 하쿠레이 레이무
- 키리사메 마리사
- 야사카 카나코
- 무라사 미나미츠
- 플랑드르 스칼렛

#### 기타 캐릭터
- 타타라 코가사
- 호시구마 유우기
- 쿠로다니 야마메
- 레이우지 우츠호
- 니와타리 쿠타카
- 마타라 오키나

## 시스템
이 작품은 황혼 프론티어와 상하이 앨리스 환악단의 공동작으로는 최초로 횡스크롤 액션 게임의 형식을 취하고 있다.